# Mistrzostwa Świata w Narciarstwie Klasycznym 1997
Mistrzostwa Świata w Narciarstwie Klasycznym 1997 miały miejsce w dniach 21 lutego–2 marca 1997 w norweskim Trondheim. W czasie tych mistrzostw rosyjska biegaczka Jelena Välbe jako jedyna kobieta zdobyła złote medale we wszystkich pięciu konkurencjach biegowych.
Mistrzostwa nie obyły się bez skandalów dopingowych. Trzy dni po biegu kobiet na 5 km Lubow Jegorowa została zdyskwalifikowana za stosowanie dopingu.

## Biegi narciarskie

### Biegi narciarskie mężczyzn
| Konkurencja                | Data           | Złoto                                                                                | Srebro                                                                                | Brąz                                                                                         |
| -------------------------- | -------------- | ------------------------------------------------------------------------------------ | ------------------------------------------------------------------------------------- | -------------------------------------------------------------------------------------------- |
| 10 km                      | 24 lutego 1997 | Bjørn Dæhlie 23:41.8                                                                 | Aleksiej Prokurorow 24:09.7                                                           | Mika Myllylä 24:14.2                                                                         |
| Bieg łączony 10 km + 15 km | 25 lutego 1997 | Bjørn Dæhlie 1:00:11.1                                                               | Mika Myllylä 1:01:01.2                                                                | Aleksiej Prokurorow 1:01:01.8                                                                |
| 30 km                      | 21 lutego 1997 | Aleksiej Prokurorow 1:06:28.2                                                        | Bjørn Dæhlie 1:06:45.6                                                                | Thomas Alsgaard 1:06:49.2                                                                    |
| 50 km                      | 2 marca 1997   | Mika Myllylä 2:16:37.5                                                               | Erling Jevne 2:17:32.4                                                                | Bjørn Dæhlie 2:18:36.0                                                                       |
| Sztafeta 4 × 10 km         | 28 lutego 1997 | Norwegia · Sture Sivertsen · Erling Jevne · Bjørn Dæhlie · Thomas Alsgaard 1:37:06.1 | Finlandia · Harri Kirvesniemi · Mika Myllylä · Jari Räsänen · Jari Isometsä 1:39:17.3 | Włochy · Giorgio Di Centa · Silvio Fauner · Pietro Piller Cottrer · Fulvio Valbusa 1:39:56.9 |

### Biegi narciarskie kobiet
| Konkurencja               | Data           | Złoto                                                                           | Srebro                                                                                        | Brąz                                                                                   |
| ------------------------- | -------------- | ------------------------------------------------------------------------------- | --------------------------------------------------------------------------------------------- | -------------------------------------------------------------------------------------- |
| 5 km                      | 23 lutego 1997 | Jelena Välbe 13:32.7                                                            | Stefania Belmondo 13:35.0                                                                     | Olga Daniłowa 13:37.7                                                                  |
| Bieg łączony 5 km + 10 km | 24 lutego 1997 | Jelena Välbe 39:13.5                                                            | Stefania Belmondo 39:13.5                                                                     | Nina Gawriliuk 39:32.1                                                                 |
| 15 km                     | 21 lutego 1997 | Jelena Välbe 36:28.2                                                            | Stefania Belmondo 36:39.1                                                                     | Kateřina Neumannová 36:42.0                                                            |
| 30 km                     | 1 marca 1997   | Jelena Välbe 1:23:04.9                                                          | Stefania Belmondo 1:23:33.2                                                                   | Marit Mikkelsplass 1:24:55.7                                                           |
| Sztafeta 4 × 5 km         | 28 lutego 1997 | Rosja · Olga Daniłowa · Larisa Łazutina · Nina Gawriliuk · Jelena Välbe 56:40.2 | Norwegia · Bente Martinsen · Marit Mikkelsplass · Elin Nilsen · Trude Dybendahl Hartz 56:56.2 | Finlandia · Riikka Sirviö · Tuulikki Pyykkönen · Kati Pulkkinen · Satu Salonen 57:38.0 |

## Kombinacja norweska
| Konkurencja                   | Data           | Złoto                                                                                         | Srebro                                                                             | Brąz                                                                                    |
| ----------------------------- | -------------- | --------------------------------------------------------------------------------------------- | ---------------------------------------------------------------------------------- | --------------------------------------------------------------------------------------- |
| 15 km metodą Gundersena       | 22 lutego 1997 | Kenji Ogiwara                                                                                 | Bjarte Engen Vik                                                                   | Fabrice Guy                                                                             |
| Kombinacja drużynowa 4 × 5 km | 23 lutego 1997 | Norwegia · Halldor Skard · Bjarte Engen Vik · Knut Tore Apeland · Fred Børre Lundberg 52:18.0 | Finlandia · Jari Mantila · Tapio Nurmela · Samppa Lajunen · Hannu Manninen 53:03.6 | Austria · Christophe Eugen · Felix Gottwald · Mario Stecher · Robert Stadelmann 53:30.9 |

## Skoki narciarskie
| Konkurencja                       | Data           | Złoto                                                                              | Srebro                                                                             | Brąz                                                                             |
| --------------------------------- | -------------- | ---------------------------------------------------------------------------------- | ---------------------------------------------------------------------------------- | -------------------------------------------------------------------------------- |
| Normalna skocznia – indywidualnie | 22 lutego 1997 | Janne Ahonen 263.5                                                                 | Masahiko Harada 258.5                                                              | Andreas Goldberger 257.0                                                         |
| Duża skocznia – indywidualnie     | 1 marca 1997   | Masahiko Harada 252.1                                                              | Dieter Thoma 244.9                                                                 | Sylvain Freiholz 237.3                                                           |
| Duża skocznia drużynowo           | 27 lutego 1997 | Finlandia · Ari-Pekka Nikkola · Jani Soininen · Mika Laitinen · Janne Ahonen 955.3 | Japonia · Kazuyoshi Funaki · Takanobu Okabe · Masahiko Harada · Hiroya Saitō 905.0 | Niemcy · Christof Duffner · Martin Schmitt · Hansjörg Jäkle · Dieter Thoma 845.6 |

Na skoczni normalnej 5. miejsce wywalczył Robert Mateja.

## Szczegółowe wyniki

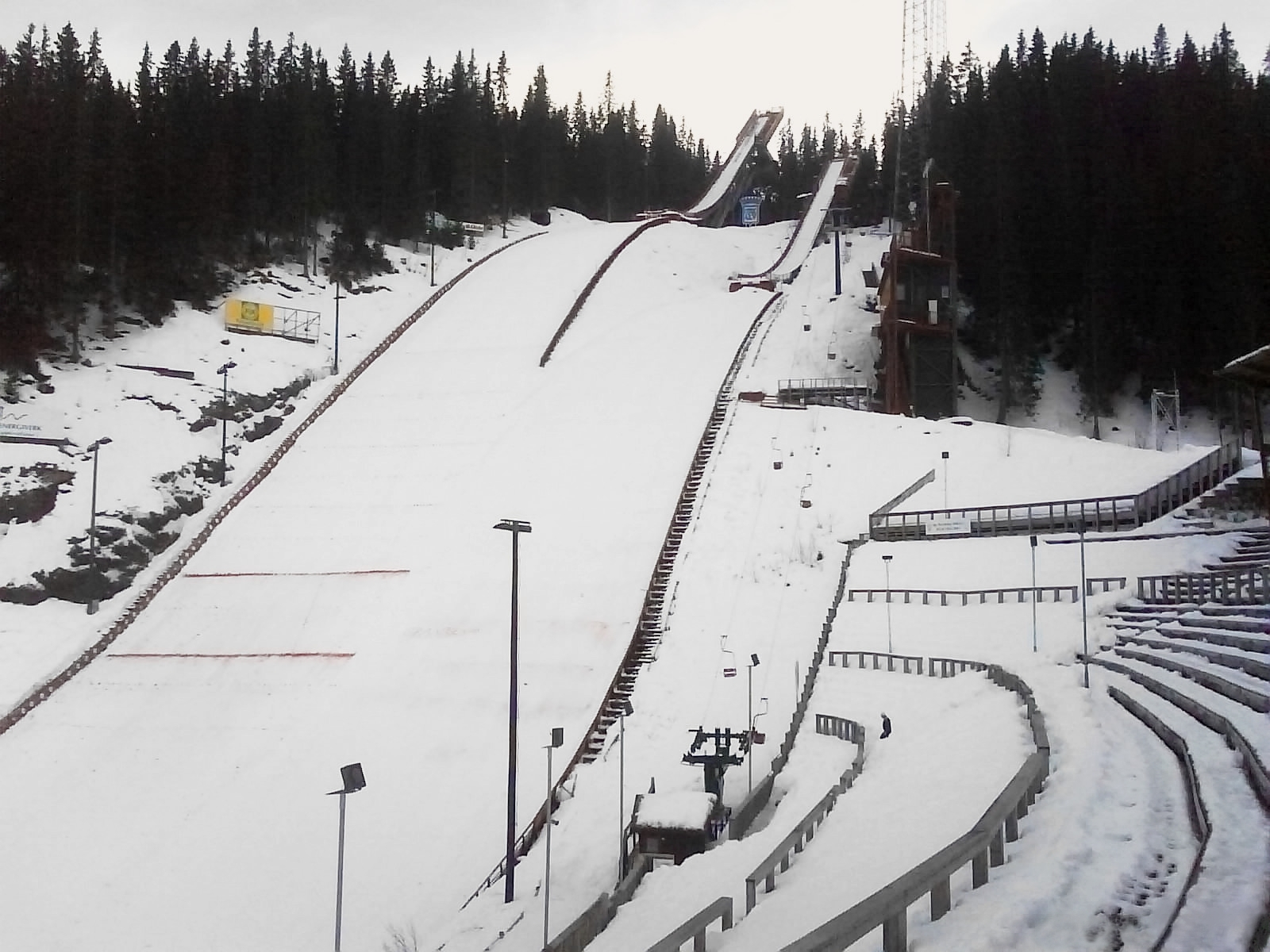
Skocznia Granåsen, na której odbywały się zawody w skokach

- Skoki narciarskie
- Biegi narciarskie
- Kombinacja norweska

## Klasyfikacja medalowa
| Pozycja | Państwo    | Złoto | Srebro | Brąz | Razem |
| ------- | ---------- | ----- | ------ | ---- | ----- |
| 1       | Rosja      | 6     | 1      | 3    | 10    |
| 2       | Norwegia   | 4     | 4      | 3    | 11    |
| 3       | Finlandia  | 3     | 3      | 2    | 8     |
| 4       | Japonia    | 2     | 2      | 0    | 4     |
| 5       | Włochy     | 0     | 4      | 1    | 5     |
| 6       | Niemcy     | 0     | 1      | 1    | 2     |
| 7       | Austria    | 0     | 0      | 2    | 2     |
| 8       | Czechy     | 0     | 0      | 1    | 1     |
| 9       | Francja    | 0     | 0      | 1    | 1     |
| 10      | Szwajcaria | 0     | 0      | 1    | 1     |